# Голованівка
Голова́нівка (до 1945 року — Баши́, крим. Başı) — село в Україні, у Білогірському районі Автономної Республіки Крим. Підпорядковане Криничненській сільській раді.
Відстань від райцентру до населеного пункта становить 9 кілометрів по прямій.